# Yamanashi
Yamanashi (japanska: 山梨市?, Yamanashi-shi) är en stad i Yamanashi prefektur på ön Honshu i Japan. Staden är belägen längs Fuefukifloden, nordost om prefekturens administrativa huvudort, Kōfu. Yamanashi fick stadsrättigheter 1 juli 1954.